# محمد التیمومی
محمد التیمومی (عربی: محمد التيمومي؛ زادهٔ ۱۵ ژانویهٔ ۱۹۶۰) بازیکن سابق فوتبال اهل مراکش است.
وی از سال ۱۹۸۲ تا ۱۹۹۰ در تیم ملی فوتبال مراکش بازی انجام داده است و عضو این تیم در جام جهانی فوتبال ۱۹۸۶ بوده است.